# Crematogaster impressiceps
Crematogaster impressiceps är en myrart som beskrevs av Mayr 1902. Crematogaster impressiceps ingår i släktet Crematogaster och familjen myror.

## Underarter
Arten delas in i följande underarter:
- C. i. frontalis
- C. i. impressiceps
- C. i. longiscapa
- C. i. lujana